# アンドレス・カセカンプ

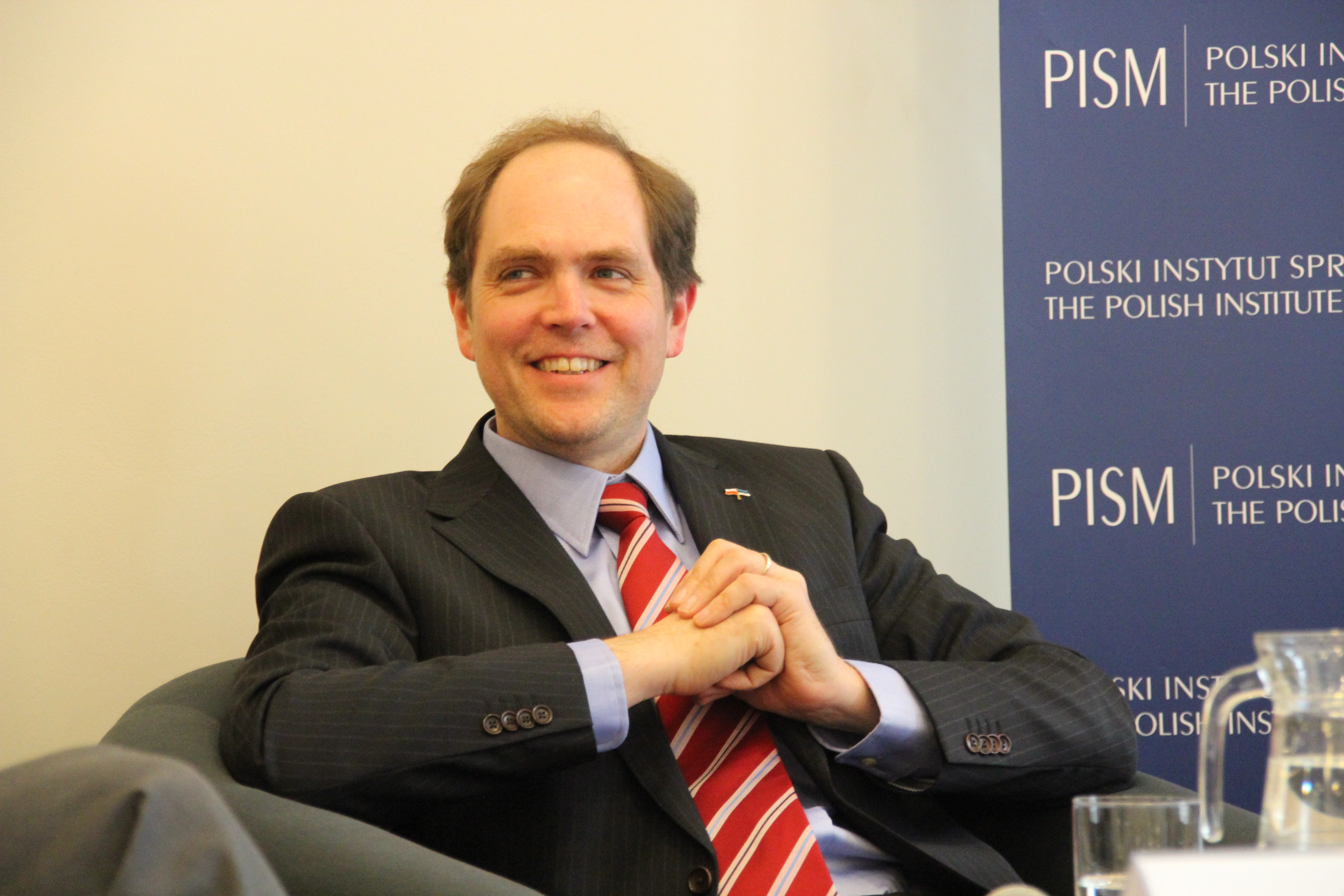
アンドレス・カセカンプ

アンドレス・カセカンプ（Andres Kasekamp、1966年12月7日 - ）は、エストニアの歴史学者。タルトゥ大学教授（2004年 - ）。
1966年、カナダ・トロント生まれ。トロント大学を卒業し、1996年、ロンドン大学にて博士号取得。トロント大学やフンボルト大学ベルリンで客員教授を務めた。2002年から2005年まで学術誌『Journal of Baltic Studies』の編集者を務めた。
彼の『両大戦間期のエストニアにおける急進右派 (The Radical Right in Interwar Estonia) 』は、1930年代のエストニア政治を包括的に取り上げた最初の本であった。この本の中で彼はエストニアのヴァプス運動について論じている。
2010年、『バルト三国の歴史 (A History of the Baltic States) 』を出版した。この本は2012年にバルト研究推進協会 (AABS) で Book Prize を受賞した。

## 出版物
- Kasekamp, Andres (2000) The Radical Right in Interwar Estonia. ISBN 978-0312225988
- Kasekamp, Andres and Sæter, Martin (2003). Estonian Membership in the EU: Security and Foreign Policy Aspects. Oslo: Norwegian Institute of International Affairs.
- Kasekamp, Andres (2004). "Political Change in Estonia during the 1990s." Vainio-Korhonen, Kirsi; Lahtinen, Anu (eds.) History and Change. Helsinki: Suomalaisen Kirjallisuuden Seura
- Kasekamp, Andres (2006). "Estonia, Finland, Latvia, Lithuania". In Blamires, Cyprian (ed.). World Fascism: A Historical Encyclopedia. Santa Barbara: ABC-CLIO
- Kasekamp, Andres (2010). A History of the Baltic States. London and New York: Palgrave Macmillan. ISBN 978-0230019416
  - 日本語訳: カセカンプ, アンドレス 著、小森宏美、重松尚 訳『バルト三国の歴史——エストニア・ラトヴィア・リトアニア　石器時代から現代まで』明石書店、2014年。ISBN 9784750339870。
  - 第2版: Kasekamp, Andres (2017). A History of the Baltic States. 2nd ed. London: Palgrave. ISBN 978-1137573643